# Venus von Milo

Vorderansicht der Venus von Milo

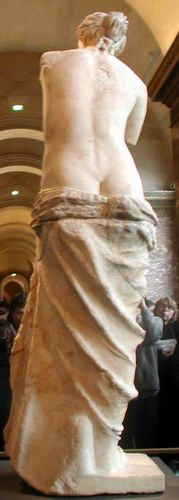
Rückansicht der Venus von Milo

Die Venus von Milo (auch Aphrodite von Melos) ist eine Skulptur der Göttin Aphrodite. Sie ist neben der Laokoon-Gruppe und der Nike von Samothrake eines der bekanntesten Beispiele der hellenistischen Kunst.
Die 2,02 Meter hohe Skulptur entstand gegen Ende des 2. Jahrhunderts v. Chr. und besteht aus Marmor aus den Steinbrüchen der Kykladeninsel Paros. Nach ihrer Auffindung wurde sie in Übernahme der Interpretatio Romana Aphrodites als Venus benannt. Sie befindet sich heute im Louvre; der Name des Künstlers ist nicht überliefert.

## Geschichte
Die Skulptur wurde am 8. April 1820 von dem Bauern Georgios Kentrotas auf der Kykladeninsel Milos, die wie ganz Griechenland damals zum Osmanischen Reich gehörte, in der Umgebung der Ruine eines antiken Theaters entdeckt. Kentrotas war auf der Suche nach Steinen als Baumaterial, als er bearbeiteten Marmor und die Skulptur entdeckte. Er rief einige Franzosen herbei, die auf der Suche nach antiken Gegenständen waren. Der Bauer war sich der herausragenden Bedeutung des Fundes nicht bewusst, die Franzosen gaben ihm einige Geldstücke.
Dem französischen Botschafter in Konstantinopel, Charles François Riffardeau de Rivière, war es durch seine Kontakte möglich, die Skulptur für Frankreich zu erwerben. Nach einigen Wirren sollte sie zunächst nach Konstantinopel verfrachtet werden, aber dies wussten die Franzosen, insbesondere der Botschaftssekretär Lodoïs de Martin du Tyrac, zu verhindern.
Durch den Seefahrer und Entdecker Jules Dumont d’Urville kam die Skulptur nach Frankreich. Riffardeau schenkte sie dem französischen König Ludwig XVIII. Dieser ließ sie 1821 im Louvre in Paris aufstellen, wo sie sich unter der Inventarnummer MA 399/400 noch heute befindet. Von Seiten Griechenlands wird seit einigen Jahren die Restitution der Statue gefordert.